# Karak
För andra betydelser, se Karak (olika betydelser).
Karak är en stad i den pakistanska provinsen Khyber Pakhtunkhwa. Den är huvudort för ett distrikt med samma namn, och folkmängden uppgick till cirka 50 000 invånare vid folkräkningen 2017.